# مردغانة برتقالة
مردغانة برتقالة قرية سورية تتبع ناحية سنجار في منطقة معرة النعمان في محافظة إدلب. بلغ عدد سكانها 531 نسمة في عام 2004 حسب إحصاء المكتب المركزي للإحصاء.